# (9937) Triceratops
(9937) Triceratops ist ein Asteroid des inneren Hauptgürtels. Er wurde am 17. Februar 1988 von Eric Walter Elst  am La-Silla-Observatorium der Europäischen Südsternwarte in Chile (IAU-Code 809) entdeckt und gehört der Hertha-Familie an.
Der Asteroid wurde nach der ausgestorbenen Gattung Triceratops benannt, einem Vogelbeckensaurier mit zwei Hörnern über den Augen sowie einem Nasenhorn.